# Partito Democratico della Sinistra
Il Partito Democratico della Sinistra (PDS) è stato un partito politico italiano di sinistra, attivo negli anni 1990. Esso fu l'evoluzione del Partito Comunista Italiano negli anni successivi al crollo del muro di Berlino e al dissolvimento del blocco sovietico.
Il momento fondativo fu il 3 febbraio 1991, quando a Rimini, a conclusione del XX Congresso del PCI, la maggioranza dei delegati sancì il cambio del nome e del simbolo del partito, sostituendo la falce e martello con una quercia alla cui base rimaneva comunque il simbolo rimpicciolito del PCI come elemento di congiunzione alla tradizione comunista italiana.
In continuità con il PCI, il primo segretario fu Achille Occhetto, sostituito nel 1994 da Massimo D'Alema.
Il 14 febbraio 1998 il PDS, al termine degli Stati Generali della Sinistra, approvò l'apertura a gruppi provenienti dalla tradizione laica, socialista e ambientalista, cambiando ulteriormente nome in Democratici di Sinistra. Il gruppo dirigente dei DS, segretario incluso, proveniva comunque per il 73% dal PDS.

## Storia

### Caduta del muro di Berlino e scioglimento del Partito Comunista Italiano

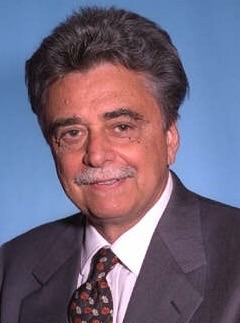
Achille Occhetto

Il 3 febbraio 1991 il PCI deliberò il proprio scioglimento promuovendo contestualmente la costituzione del Partito Democratico della Sinistra (PDS) con 807 voti favorevoli, 75 contrari e 49 astenuti. Il cambiamento del nome intendeva sottolineare la differenziazione politica con il partito originario accentuando l'aspetto democratico. Al congresso costitutivo Achille Occhetto non raggiunse il quorum per essere eletto segretario. Causa alcune assenze di troppo ed alcuni "franchi tiratori", si dovette rinviare l'elezione al Consiglio Nazionale dell'8 febbraio, dove venne invece eletto.

### Elezioni e nuovi riferimenti internazionali
Alle elezioni politiche del 1992, il PDS ottenne un risultato considerato deludente, col 16,1% dei voti, perdendo un buon 10% rispetto all'ultimo risultato del PCI, di cui poco più della metà furono "recuperati" da Rifondazione Comunista.
Come stabilito alla sua fondazione, il PDS chiese di aderire subito all'Internazionale Socialista, cosa che avvenne nel settembre 1992 col beneplacito del PSI di Bettino Craxi e del PSDI di Antonio Cariglia.
Due mesi dopo il PDS partecipò alla costituzione del Partito del Socialismo Europeo.

### Alleanza dei Progressisti
Nel successivo referendum per l'adozione del sistema elettorale maggioritario il Partito si schierò per il sì alla proposta, che prevalse. Alle elezioni amministrative del 1993, le prime con il nuovo sistema, il PDS apparve il Partito centrale del nuovo corso politico, dal momento che le coalizioni di sinistra, delle quali costituiva la forza principale, uscirono vittoriose in tutta Italia, e gli stessi voti del PDS aumentarono praticamente ovunque in maniera anche rilevante. Per le elezioni politiche del 1994, fu quindi promotore di una coalizione che univa le forze di sinistra chiamata "i Progressisti" (PDS, PRC, Verdi, Partito Socialista Italiano, Alleanza Democratica, La Rete ed altri), con l'obiettivo di conquistare il governo del Paese. Ma il risultato elettorale del 1994 vide, però, i Progressisti sconfitti dalla coalizione di centro-destra, ed Occhetto si dimise da Segretario del PDS.

### Segreteria di Massimo D'Alema e ingresso nell'Ulivo

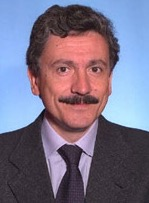
Massimo D'Alema

Dopo le dimissioni di Occhetto, si convocò il Consiglio Nazionale per eleggere il nuovo Segretario. Le candidature erano due, quella dell'ex Capogruppo alla Camera Massimo D'Alema, già Segretario della FGCI alla fine degli anni settanta e vicesegretario del Partito dal 1987, fautore di un Partito che andasse sempre di più verso il modello dei Partiti Socialisti del resto d'Europa, e quella del direttore dell'Unità Walter Veltroni, già responsabile della propaganda del PCI negli anni ottanta, fautore di una linea da alcuni definita "kennediana", vista anche la storica ammirazione di Veltroni per l'ex Presidente USA. Veltroni, visto anche l'esito di un sondaggio nelle sezioni che l'aveva dato per preferito, appariva favorito, ma l'esito della votazione del Consiglio Nazionale fu invece favorevole a D'Alema, che divenne così il nuovo Segretario.
Nel 1995 il PDS fu promotore della fondazione della coalizione di centro-sinistra denominata L'Ulivo, che vide per la prima volta una convergenza politica organica fra ex-democristiani ed ex-comunisti, e si presentò alle elezioni regionali di quell'anno (eccezion fatta per le Marche e in Campania).

### Governo Prodi I
In occasione delle elezioni politiche del 1996, il PDS fu parte integrante della coalizione dell'Ulivo, che comprendeva, tra gli altri, il Partito Popolare Italiano di Gerardo Bianco, Rinnovamento Italiano di Lamberto Dini e la Federazione dei Verdi. Nella quota proporzionale, inoltre, il PDS si presentò insieme ad alcune formazioni minori (Comunisti Unitari, Cristiano Sociali, Federazione Laburista, Sinistra Repubblicana), segnalando nel contrassegno elettorale la dicitura Sinistra Europea.
Le elezioni videro la vittoria del centrosinistra: il PDS si attestò come primo partito italiano, con quasi 8 milioni di voti e il 21,1% dei voti; Romano Prodi divenne presidente del Consiglio.

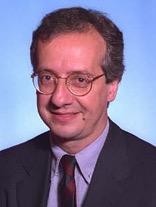
Walter Veltroni

Nel nuovo Governo il PDS era il partito più rappresentato, con Walter Veltroni come Vicepresidente del Consiglio, e molti ministeri-chiave. Questo Governo si contraddistinse per la definitiva adesione dell'Italia al progetto di moneta unica europea, l'euro. Non mancarono, tuttavia, momenti di tensione all'interno della maggioranza. D'Alema accusò a volte il Governo di "non rispondere alle aspettative della sinistra italiana", e nel 1997 andrà in piazza ad un corteo organizzato dalla CGIL che contestava il piano del Governo sull'occupazione, accusato di essere insufficiente. Lui stesso, tuttavia, al congresso dello stesso anno, ebbe tensioni proprio con l'area del partito più vicina alle posizioni del Sindacato. Il congresso decise, con la condivisione di tutti, di portare avanti l'idea della "Cosa 2", una nuova forza politica che aggregasse il PDS ad altre forze di sinistra per costruire una forza più grande della sinistra italiana.

### Nascita dei Democratici di Sinistra
La storia del PDS termina nel 1998, quando, sotto la guida di D'Alema, la "Cosa 2" viene definitivamente attuata, portando il partito a fondersi con altre forze della sinistra italiana. Di esse soltanto una proveniva dalla storia del comunismo (il Movimento dei Comunisti Unitari), mentre le altre erano di provenienza social-riformista (Federazione Laburista e associazione Riformatori per l'Europa), di provenienza laica (Sinistra Repubblicana) e perfino di provenienza e cultura cattolica (Movimento dei Cristiano Sociali). La fusione si concretizza con la convocazione degli "Stati generali della Sinistra". Da questa apertura del PDS a tali forze della sinistra moderata, nacque un nuovo soggetto: i Democratici di Sinistra (DS). I DS divennero così a pieno titolo una forza della sinistra democratica italiana, che da un lato sottolineava il suo legame con il socialismo democratico europeo - eliminando dal simbolo il riferimento al PCI e sostituendolo con una rosa rossa (simbolo appunto del socialismo europeo) con accanto prima la sigla del "PSE" e poi perfino la scritta per esteso "Partito del Socialismo Europeo"- dall'altro continuava a rivendicare il riconoscimento della migliore tradizione del PCI come partito-simbolo della sinistra italiana ed il suo pieno riconoscimento come forza fondamentale della storia politica italiana.

## Struttura

### Segretario
- Achille Occhetto (8 febbraio 1991 – 14 giugno 1994)
- Massimo D'Alema (1º luglio 1994 – 14 febbraio 1998)

### Presidente
- Stefano Rodotà (1991-1992)
- Giglia Tedesco Tatò (1993-1998)

### Coordinatore
- Massimo D'Alema (1991-1993)
- Davide Visani (1993-1994)
- Mauro Zani (1994-1996)
- Marco Minniti (1996-1998)

### Presidenti dei gruppi parlamentari

#### Capogruppo alla Camera
- 3 febbraio 1991 – 22 aprile 1992: Giulio Quercini, vice: Luciano Violante & Anna Maria Pedrazzi Cipolla
- 30 aprile 1992 – 14 aprile 1994: Massimo D'Alema, vice: Luciano Violante
- 21 aprile 1994 – 8 maggio 1996: Luigi Berlinguer, vice: Luciano Guerzoni & Fabio Mussi
- 22 maggio 1996 – 14 febbraio 1998: Fabio Mussi

#### Capogruppo al Senato
- 3 febbraio 1991 – 22 aprile 1992: Ugo Pecchioli
- 30 aprile 1992 – 14 aprile 1994: Giuseppe Chiarante, vice: Umberto Ranieri & Giglia Tedesco
- 21 aprile 1994 – 14 febbraio 1998: Cesare Salvi, vice: Silvia Barbieri

#### Capodelegazione al Parlamento europeo
- Luigi Alberto Colajanni (1991-1994)
- Renzo Imbeni (1994-1998)

### Organigramma centrale del PDS
- Congresso costitutivo[22][23][24]

Consiglio Nazionale (547 membri)

Direzione Nazionale (120 membri)

Coordinamento Politico (24 membri): Achille Occhetto (segretario), Gavino Angius, Fulvia Bandoli, Antonio Bassolino, Massimo D'Alema, Piero Fassino, Paola Gaiotti De Biase, Pietro Ingrao, Emanuele Macaluso, Lucio Magri, Claudia Mancina, Fabio Mussi, Giorgio Napolitano, Claudio Petruccioli, Umberto Ranieri, Alfredo Reichlin, Aldo Tortorella, Livia Turco, Walter Veltroni, Davide Visani, Luigi Colajanni, Ugo Pecchioli, Giulio Quercini, Gianni Pellicani.

Nel giugno 1992 viene aggiunta una Segreteria (10 membri): Occhetto (segretario nazionale), Visani (coordinatore), Angius, Bandoli, Franco Bassanini, Bassolino, Fassino, Paola Gaiotti De Biase, Turco, Mauro Zani, Marcello Stefanini (invitato permanente).

Nel luglio 1994 la sostituzione di Occhetto con D'Alema alla segreteria porta questa a un rimpasto:

Segreteria (13 membri): D'Alema (segretario nazionale), Zani (coordinatore), Angius, Bassanini, Fassino, Visani, Claudio Burlando, Marco Minniti, Giorgio Macciotta, Gloria Buffo, Mancina, Veltroni, Stefanini.
- I Congresso
- Pre-II Congresso[27]

Direzione Nazionale (126 membri)

Esecutivo (12 membri): D'Alema (segretario), Bandoli, Buffo, Pietro Folena, Alfiero Grandi, Roberto Guerzoni, Giovanna Melandri, Minniti, Barbara Pollastrini, Ranieri, Lanfranco Turci, Zani.
- II Congresso[28][29]

Direzione Nazionale (87 membri)

Esecutivo (12 membri): Minniti (segretario organizzativo), Buffo, Leonardo Domenici, Folena, Grandi, Guerzoni, Carlo Leoni, Giovanni Lolli, Enrico Morando, Ranieri, Francesco Riccio, Giulio Calvisi (Sinistra Giovanile)

Comitato Politico (10 membri): D'Alema (segretario nazionale), Luigi Colajanni, Marco Fumagalli, Mancina, Minniti, Mussi, Cesare Salvi, Veltroni, Zani, Francesca Izzo (Portavoce Donne)

## Correnti

### I primi gruppi (1990-1994)
All'interno del PDS si riflessero sostanzialmente le medesime divisioni correntizie del PCI dalla seconda metà degli anni ottanta in poi. Le correnti erano così riconducibili a tre:
- Miglioristi: guidati da Giorgio Napolitano, costituivano la vecchia “destra” del PCI. Essi erano stati tra i più entusiasti sostenitori della svolta della Bolognina, immaginando tuttavia di collocarla in una prospettiva di reinserimento della tradizione comunista nell’alveo della socialdemocrazia europea. In nome di questo obiettivo, i miglioristi proponevano l’inserimento della parola “socialista” all'interno del nuovo partito e l’avvio di più stretti rapporti con i due partiti socialisti italiani: il PSI e il PSDI;
- Il centro del partito: si trattava degli eredi del vecchio “gruppo dirigente del PCI”, ai cui vertici vi era prevalentemente la generazione politica di comunisti cresciuti con Enrico Berlinguer (tra i nomi più noti: Achille Occhetto, Massimo D'Alema, Walter Veltroni, Fabio Mussi). Essi avevano alla fine generalmente sostenuto la svolta di Occhetto, pur con alcune distinzioni tra coloro i quali erano passati dalla precedente opposizione a una timida accettazione (Massimo D’Alema) e coloro i quali invece l’avevano proposta (Achille Occhetto) pur non al fine di confluire nell’area socialdemocratica, bensì di fare una “cosa nuova”, genericamente progressista e al di là di tutte le ideologie. Di fatto, questa fu la sintesi che si espresse all’interno del gruppo dirigente. Da ciò tuttavia scaturì un rinnovamento parziale e, di fatto, il semplice adattamento del vecchio partito comunista ai nuovi equilibri politici ed economici post Muro di Berlino. Nel rifiutare la proposta "migliorista" di dare al nuovo partito un nome e un profilo socialista riformista, peraltro, giocò un ruolo non secondario la forte preoccupazione di non perdere il consenso dell’elettorato più tradizionale del PCI (a vantaggio soprattutto del Partito della Rifondazione Comunista) che in massima parte era cresciuto avversando la socialdemocrazia (dal PSDI di Giuseppe Saragat al PSI di Bettino Craxi);
- Comunisti Democratici: era ciò che rimaneva della vecchia “sinistra” del PCI, riunita attorno all'anziano leader comunista Pietro Ingrao. Molti Ingraiani erano infatti confluiti nel PRC, mentre altri rimanevano nel PDS, seppur con posizioni critiche. Buona parte della corrente (tra cui lo stesso Ingrao) abbandonerà gradualmente il partito e si ritroverà sostanzialmente tra le file dei bertinottiani del PRC. Anche gli ex-berlingueriani contrari alla svolta (Giuseppe Chiarante, Aldo Tortorella e altri), che al XX Congresso del PCI avevano firmato la terza mozione, si unirono all'area dei Comunisti Democratici.

### I gruppi dopo il 1997
Solo dopo il II Congresso del 1997, si autorizzò la costituzione di correnti organizzate:
- Dalemiani (70%) - la corrente principale del partito, erede del vecchio centro di PCI e PDS. Essa faceva riferimento al segretario Massimo D'Alema ed aveva quale prospettiva politica la rifondazione del partito su più chiare posizioni di sinistra socialista (la cosiddetta "cosa 2", poi divenuta "Democratici di Sinistra");
- Sinistra (18%) - già Comunisti Democratici, polemizzò molto per la difesa dello stato sociale. Fra i suoi dirigenti Gloria Buffo. Area più vicina alle posizioni della CGIL.
- Ulivisti (12%) - la destra del partito, che spingeva verso la trasformazione dell’Ulivo da coalizione politica a partito unico del centro-sinistra, guidato da Romano Prodi. Il principale esponente di riferimento è stato Walter Veltroni.

## Risultati elettorali
| Elezione       | Elezione     | Voti                           | %                              | Seggi     |
| -------------- | ------------ | ------------------------------ | ------------------------------ | --------- |
| Politiche 1992 | Camera       | 6.321.084                      | 16,11                          | 107 / 630 |
| Politiche 1992 | Senato       | 5.663.976                      | 17,05                          | 66 / 315  |
| Politiche 1994 | Camera       | 7.881.646                      | 20,36                          | 109 / 630 |
| Politiche 1994 | Senato       | Nell'Alleanza dei Progressisti | Nell'Alleanza dei Progressisti | 76 / 315  |
| Europee 1994   | Europee 1994 | 6.286.030                      | 19,09                          | 16 / 87   |
| Politiche 1996 | Camera       | 7.894.118                      | 21,11                          | 172 / 630 |
| Politiche 1996 | Senato       | Nell'Ulivo                     | Nell'Ulivo                     | 98 / 315  |

## Congressi
- Congresso costitutivo - Rimini, 3-4 febbraio 1991
- I Congresso (tematico) - Roma, 6-8 luglio 1995 - Un futuro sicuro per l'Italia
- II Congresso - Roma, 20-23 febbraio 1997 - Unire ed innovare la sinistra italiana

## Iscritti
- 1991 - 989.708
- 1992 - 769.944
- 1993 - 690.414
- 1994 - 698.287
- 1995 - 682.290
- 1996 - 686.713
- 1997 - 640.838
- 1998 - 613.412

## Nelle istituzioni

### Presidenti della Camera dei deputati
- Nilde Iotti (X legislatura della Repubblica Italiana)
- Giorgio Napolitano (XI legislatura della Repubblica Italiana)
- Luciano Violante (XIII legislatura della Repubblica Italiana)

### Vicepresidenti del Consiglio dei Ministri
- Walter Veltroni (Governo Prodi I)

### Governi e Ministri della Repubblica Italiana
- Governo Ciampi
  - Augusto Barbera (Ministro per i rapporti con il Parlamento)
  - Vincenzo Visco (Ministro delle finanze)
  - Luigi Berlinguer (Ministro dell'università e della ricerca scientifica e tecnologica)
- Governo Dini (appoggio esterno)
- Governo Prodi I
  - Anna Finocchiaro (Ministra per le pari opportunità)
  - Livia Turco (Ministro per la solidarietà sociale)
  - Franco Bassanini (Ministro per la funzione pubblica e per gli affari regionali)
  - Giorgio Napolitano (Ministro dell'Interno - Ministro per il Coordinamento della Protezione civile)
  - Vincenzo Visco (Ministro delle finanze)
  - Pier Luigi Bersani (Ministro dell'industria, del commercio e dell'artigianato)
  - Claudio Burlando (Ministro dei trasporti e della navigazione)
  - Luigi Berlinguer (Ministro della pubblica istruzione - Ministro dell'università e della ricerca scientifica e tecnologica)
  - Walter Veltroni (Ministro per i beni e le attività culturali con deleghe per lo spettacolo e lo sport)

### Collocazione parlamentare
- Opposizione (1991-1993)
- Maggioranza (1993)
- Opposizione (1993-1995)
- Maggioranza (1995-1998)

## Feste nazionali
- 1991: Bologna
- 1992: Reggio Emilia
- 1993: Bologna
- 1994: Modena
- 1995: Reggio Emilia
- 1996: Modena
- 1997: Reggio Emilia

## Simboli

Simbolo elettorale
Simbolo elettorale elezioni europee

### Statuto PDS del 1991
- a cura del PDS, Partito Democratico della Sinistra - Lo Statuto (PDF), Roma, febbraio 1991. URL consultato il 16 ottobre 2017 (archiviato dall'url originale il 16 ottobre 2017).